# Alan Dershowitz
Alan Morton Dershowitz (født 1. september 1938) er en amerikansk advokat og juraprofessor.
Han har arbejdet det meste af sin karriere på Harvard Law School, hvor han som 28-årig blev den yngste lektor i Harvard på det tidspunkt, og han har stadig rekorden som den yngste juraprofessor i universitetets historie. Han er nu Felix Frankfurter juraprofessor ved Harvard Law School. Udover sine lektioner har Dershowitz også kørt flere kendte retssager, skrevet bøger og har ofte medvirket i medierne som politisk kommentator.
Som advokat beskæftiger Dershowitz sig med appeller i sager indenfor straffeloven, og har blandt andet fået frikendt Claus von Bülow for mordforsøg på sin kone, Sunny. Dershowitz's book om sagen, Reversal of Fortune, fra 1985 blev i 1990 til en film med Jeremy Irons og Glenn Close. Dershowitz var også appelrådgiver i retssagen mod O.J. Simpson for mordet på hans ekskone Nicole Simpson. Sagen nåede dog aldrig til appeldomstolen, da Simpson blev frikendt i selve retssagen.
Dershowitz kommenterer ofte om sager angående jødedom, Israel, civile friheder og krigen mod terror og medvirker i massemedierne som gæstekommentator eller analytiker. Han er selverklæret liberal og civil libertarianer og "brændende fortaler" for Israel, og forsvarer lidenskabeligt sine synspunkter i disse sager. Dershowitz har medvirket i mediedebatter med Noam Chomsky, Norman Finkelstein og tidligere præsident Jimmy Carter blandt andre.

## Fodnoter
1. ↑  "'If Not for 9/11, Bush's Approval Ratings Would Be Very Low' Arkiveret 26. august 2006 hos  Wayback Machine: Alan Dershowitz interviewet af Suzy Hansen", Salon.com 17. september 2002.
2. ↑  Michelle Goldberg, "Mau-mauing the Middle East." Arkiveret 10. februar 2007 hos  Wayback Machine Salon.com 30. september 2002.